# Stenus morio
Stenus morio es una especie de escarabajo del género Stenus, familia Staphylinidae. Fue descrita científicamente por Gravenhorst en 1806.
Habita en Suecia, Noruega, Finlandia, Ecuador, Estados Unidos, Países Bajos, Austria, Alemania, Rusia, Ucrania, Canadá, Estonia, Francia, Reino Unido, Croacia, Italia, Mongolia, Dinamarca, Grecia, Luxemburgo y Polonia.